# 이사카 뎃페이
이사카 뎃페이(일본어: 井坂 鉄平, 1974년 10월 23일~)는 일본의 전 축구 선수이다.

## 구단 경력
1993년 J1리그의 제프 유나이티드 이치하라에 입단했다. 1997년 재팬 풋볼 리그의 미토 홀리호크로 이적했다. 1998년까지 28경기에 출전하여, 2득점을 넣었다. 1998년후 현역 은퇴.